# Kirkkosaari (ö i Mellersta Finland, Saarijärvi-Viitasaari, lat 63,02, long 25,40)
Kirkkosaari är en ö i Finland. Den ligger i sjön Vuosjärvi och i kommunen Kannonkoski i den ekonomiska regionen  Saarijärvi-Viitasaari och landskapet Mellersta Finland, i den centrala delen av landet, 300 km norr om huvudstaden Helsingfors. Öns area är 2,4 hektar och dess största längd är 390 meter i nord-sydlig riktning.